# Auguste Dumont
Augustin-Alexandre Dumont, (París 4 d'agost de 1801 - París, 28 de gener de 1884) va ser un escultor francès autor de l'escultura amb què acaba la columna de juliol erigida en la Plaça de la Bastilla de París.

## Biografia
Era fill del també escultor Jacques-Edme Dumont (1761-1844), i germà de la compositora Louise Farrenc, (1804-1875).
Deixeble de Pierre Cartellier, Augustin-Alexandre Dumont obtingué el gran premi de Roma en escultura de 1823, amb un baix relleu titulat Douleur d'Evandre sur le corps de son fils Pallas.
És autor a París de l'estàtua Napoléon en César (1863) que corona la columna de la place Vendôme i del Génie de la Liberté (1835) que corona la columna de juliol de la place de la Bastille.
Va ser membre de l'Institut de France el 1838 i va ser professor a l'École des beaux-arts de 1853 fins a la seva mort.

## Obres
Museu del Louvre
- Le Ciseleur et Le Forgeron, estatuetes en terra cuita[2]
- Gloire et immortalité (cap a 1854 - 1855), alt relleu
- Le Génie de la Liberté, estàtua de bronze[3]
- Projet de fronton pour le Pavillon Lesdiguières du palais du Louvre, alt relleu

Altres llocs a París
- Blanche de Castille, estàtua en pedra de la sèrie Reines de France et Femmes illustres del jardin du Luxembourg
- La Prudence et La Vérité, estàtues de la façana occidental del palais de Justice de París, rue de Harlay
- Estàtua de Sapeur de l'Arc de Triomf del Carrousel, del costat del Jardí de les Teuleries)
- Le Commerce (1851), estàtua, palais Brongniart, place de la Bourse
- Le Génie de la Liberté (1835), estàtua colossal, bronze daurat, columna de juliol
- Eugène de Beauharnais (1814), estàtua, bronze, hôtel des Invalides, esplanada dels Invalides
- Sainte Cécile, estàtua, église de la Madeleine, peristil,
- Philippe Auguste, estàtua bronze, barrière du Trône, place de la Nation,
- La Sagesse, estàtua, cementiri de Père-Lachaise, tomba de Pierre Cartellier
- Napoléon Ier en emperador romà (1863, restaurat el 1875), estàtua en bronze al cim de la columna Vendôme, còpia d'una primera estàtua feta per Antoine-Denis Chaudet destruïda.
- Saint Louis (1846), estàtua en pedra en l'hemicicle del senat francès al palais du Luxembourg a Paris.

Al Castell de Versailles
- Louis-Philippe 1er, rei dels francesos (1773-1850) (1838), marbre[4]
- Louis-Philippe
- Retrat de Jean d'Aumont, maréchal de France (mort el 1595) (1838), bust
- Baró Alexandre de Humboldt, naturalista (1769-1859) (1870), marbre
- François I, rei de França (1494-1547) (1839), marbre
- Nicolas Poussin, marbre
- Louis Gabriel Suchet, duc d'Albuféra, maréchal de l'Empire (1770 - 1826), marbre
- Retrat de Jacques Lazare Savettier de Candras, baron de La Tour du Pré, général de brigade (1768 - 1812) (1846), bust
- Louis I de Borbó, príncep de Condé (1530 - 1569) (1846)
- Retrat d'Élizabeth-Philippine de France, dita Madame Élizabeth, germana de Lluís XVI (1764 - 1794) (1843), bust
- Thomas-Robert Bugeaud de la Piconnerie, duc d'Isly, maréchal de France (1784 - 1849) (1853), marbre[5]
- Philippe II dit Philippe-Auguste, rei de França (1165 - 1223) (1843)

Altres
- La Coquetterie (1843), una Venus tipus d'Arles, museu de Semur-en-Auxois[6]

## Alguns alumnes
- Alfred Boucher (1850-1934), el 1869
- Aristide Croisy (1840-1899), de 1857 a 1863
- Jean Gautherin (1840-1890)

### Iconografia
- Étienne Carjat, Retrat d'Auguste Dumont, fotografia, Paris, musée d'Orsay